# Skibidi Toilet
Skibidi Toilet è una webserie animata georgiana di brevi video su YouTube creata e prodotta da Alexey Gerasimov, con lo pseudonimo di DaFuQ!?Boom!, sull'omonimo canale. Prodotto tramite il software di animazione Source Filmmaker, la serie è incentrata su una guerra distopica fra gabinetti dalla testa umana ed esseri umanoidi aventi apparecchi elettronici come telecamere, monitor e casse audio, al posto del capo.
Sin dal suo debutto il 7 febbraio 2023, Skibidi Toilet è diventato velocemente virale attorno a numerose piattaforme frequentate da bambini (cioè al tempo la Generazione Alfa) i quali rappresentano la maggior parte del pubblico, considerandolo uno dei primi eventi della loro introduzione alla cybercultura.

## Trama
Tutto è nato con un reel in formato verticale 9:16 divenuto virale, in cui una testa esce da un WC e canta un mashup delle canzoni Give It to Me di Timbaland e Dom Dom Yes Yes dell'artista bulgaro Biser King, per essere poi risucchiata dallo sciacquone. Nei successivi reel diventa sempre più difficile ricacciare la testa nel WC, finche la serie, passata al formato orizzontale, inizia a narrare l'inizio di una guerra fittizia all'interno di una città dall'aspetto metropolitano, tra gli Skibidi Toilet, gabinetti dotati di testa umana (guidati dal loro condottiero, il G-Man toilet) che seminano distruzione attorno alla zona e i Cameramen, successivamente affiancati dagli Speakermen e dai TV-Men, personaggi umanoidi aventi rispettivamente telecamere, altoparlanti e televisori come testa. Ciascuna fazione possiede un proprio combattente dalla statura e potenza maggiore rispetto ai soldati comuni (i tre esseri giganti sono denominati "Titans") e un proprio colore caratteristico: il blu per i cameramen, il rosso per gli speakermen e il viola per i tv-men.
Successivamente gli skibidi toilet producono dei micro-toilet parassiti, grazie al loro "toilet scienziato" (apparso già nei primi episodi), con lo scopo di indebolire la "Allenza" (cameramen, speakermen e tv-men), infettando e portando dalla loro parte molti membri di questa. In seguito anche il titan speakerman viene infettato e, proprio quando i cameramen sembrano aver trovato una cura, vengono assaltati dal G-man toilet e dal titan speakerman infettato, ma riescono a salvare il prezioso antidoto.
Grazie a questa cura la minaccia dei parassiti diventa meno pressante, ma solo grazie all'upgrade che i cameramen effettuano sul loro titan (uscito malconcio da uno scontro con G-man) quest'ultimo, con l'aiuto dell'unico personaggio femminile dei tv-men (la tv-woman), sconfigge e "disinfetta" il titan speakerman e respinge i tentativi di G-man di salvare l'infezione del titan.
Nei successivi episodi nuove minacce sorgono per l'Alleanza e il mondo terrestre: ancora il toilet scienziato, che però ha costruito una gigantesca e potente copia di sè, che controlla dall'interno e una razza tecnologicamente avanzata di skibidi toilet, gli "astro-toilet", che invadono la terra e sono desiderosi di punire un non meglio specificato "tradimento" di G-man.
La colonna sonora di sottofondo, utilizzata in ogni episodio come lingua degli skibidi toilet, è una combinazione, priva di licenza d'autore, delle canzoni Give It to Me del rapper statunitense Timbaland e Dom Dom Yes Yes dell'autore bulgaro Biser King. Un'altra canzone che viene spesso utilizzata negli episodi, stavolta come colonna sonora dell'Alleanza, è Everybody Wants to Rule the World del duo musicale Tears for Fears.

## Produzione
L'autore e produttore di Skibidi Toilet è lo YouTuber georgiano, di origini russe, Alexey Gerasimov, noto sulla piattaforma con il nome DaFuq!?Boom! e Blugray. Sin dal 2014 fu un autodidatta nel campo dell'animazione, prima di dare inizio alla serie, il canale aveva già riscontrato alcuni successi con i suoi contenuti.
Ogni episodio di Gerasimov è stato realizzato con l'uso del software gratuito di animazione 3D Source Filmmaker. Alcune parti fisiche dei personaggi sono presi da videogiochi come Half-Life 2 e Counter-Strike: Source.

## Accoglienza

### Popolarità
Il pubblico di Skibidi Toilet è prevalentemente composto dalla Generazione Alfa, ovvero individui nati dai primi anni del 2010 in poi, malgrado gli episodi non appaiano su YouTube Kids. La serie ha ispirato, grazie alla sua popolarità, numerosi lavori, arti, storie e giochi fan-made, essendo anche complice dell'utilizzo di termini slang della Generazione Alfa, tra i quali il più riconoscibile: "Skibidi".

### Critiche
La rivista britannica Dazed ha descritto Skibidi Toilet come "frenetico, imprevedibile, divertente e a tratti inquietante". Il Washington Post ha affermato l'unicità della serie, indicando come essa, costruita con un format di video brevi in ogni episodio, abbia condizionato YouTube a rimanere in competizione con TikTok.
Numerosi siti web frequentati da genitori e in particolare risalto, vari giornali indonesiani hanno espresso la loro contrarietà verso la serie, preoccupandosi che i comportamenti violenti e bizzarri mostrati negli episodi potessero comportare un effetto pericoloso contro i bambini. Le accuse sono state successivamente smentite dal Guardian, che le ha etichettate come "panico morale".